# Język anal
Język anal lub namfau – język tybeto-birmański używany w Indiach (stan Manipur) i Mjanmie. Ma nieco ponad 23 tys. użytkowników. Można wyróżnić dwa dialekty: laizo i mulsom. 